# Ko Lanta Yai
Ko Lanta Yai (in lingua thailandese: เกาะลันตาใหญ่) è un'isola della Thailandia, che appartiene alla provincia di Krabi.